# Korona (nazwisko)
Korona – polskie nazwisko. Na początku lat 90. XX wieku w Polsce nosiły je 1814 osoby, według nowszych, internetowych oparty danych liczba jest 2098. Nazwisko pochodzi od słowa korona, po raz pierwszy odnotowano w Polsce w 1698 roku, i jest najbardziej rozpowszechnione w południowo-wschodniej Polsce.

## Znane osoby noszące to nazwisko
- Kevin Korona (ur. 1988) – niemiecki bobsleista;
- Marek Korona (ok. 1590 – 1651) – polski pisarz i duchowny katolicki.